# Fissidens gracilescens
Fissidens gracilescens är en bladmossart som beskrevs av Ångström in Jaeger 1876. Fissidens gracilescens ingår i släktet fickmossor, och familjen Fissidentaceae. Inga underarter finns listade i Catalogue of Life.